# USS Sargent Bay (CVE-83)
USS Sargent Bay (CVE-83) là một tàu sân bay hộ tống lớp Casablanca được Hải quân Hoa Kỳ chế tạo trong Chiến tranh Thế giới thứ hai. Nó đã hoạt động cho đến hết Thế Chiến II, xuất biên chế năm 1946 và bị bán để tháo dỡ năm 1959. Sargent Bay được tặng thưởng sáu Ngôi sao Chiến trận do thành tích phục vụ trong Thế Chiến II.

## Thiết kế và chế tạo
Sargent Bay nguyên mang ký hiệu lườn AVG-83, nhưng được xếp lại lớp thành ACV-83 vào ngày 20 tháng 8 năm 1942. Nó được dự định chuyển cho Anh Quốc theo Chương trình Cho thuê-Cho mượn vào ngày 11 tháng 11, nhưng lại được Hoa Kỳ giữ lại vào ngày 21 tháng 6 năm 1943, rồi xếp lại lớp thành CVE-83 vào ngày 15 tháng 7, trước khi được đặt lườn vào ngày 8 tháng 11 năm 1943 tại Xưởng tàu Vancouver của hãng Kaiser Company, Inc. ở Vancouver, Washington. Nó được hạ thủy vào ngày 31 tháng 1 năm 1944; được đỡ đầu bởi bà Edith W. DeBaun; và được Hải quân sở hữu và nhập biên chế vào ngày 9 tháng 3 năm 1944 dưới quyền chỉ huy của Hạm trưởng, Đại tá Hải quân William Theodore Rassieur.

## Lịch sử hoạt động
Sau khi hoàn tất chạy thử máy, Sargent Bay thực hiện một chuyến đi đến Saipan thuộc quần đảo Mariana, vận chuyển máy bay tiêm kích P-47 Thunderbolt cho Liên đội Tiêm kích 333 thuộc Không đoàn Tiêm kích 318 Lục quân. Số máy bay này được cho phóng lên từ sàn đáp vào ngày 18 tháng 7 năm 1944, trước khi nó trình diện để phục vụ cùng Đệ Tam hạm đội tại Trân Châu Cảng vào ngày 17 tháng 8. Sang ngày hôm sau, nó lên đường đi Eniwetok rồi đi đảo Manus, nơi nó khởi hành vào ngày 6 tháng 11 cho chuyến đầu tiên trong số bốn lượt hoạt động cùng đội tiếp liệu ngoài khơi Philippines. Trong khi máy bay của chiếc tàu sân bay tuần tra trên không, các tàu khác của đội tiếp liệu tiến hành tiếp nhiên liệu và thay thế máy bay mới cho các tàu sân bay nhanh, cho phép chúng hoạt động dài ngày ở ngoài biển. Đặt căn cứ tại Ulithi sau đó, tiếp tục nhiệm vụ này cho đến ngày 27 tháng 1 năm 1945, mỗi lượt phục vụ ngoài khơi kéo dài từ hai đến bốn tuần.
Sargent Bay được phân công nhiệm vụ mới vào tháng 2, khi nó đi đến ngoài khơi Iwo Jima vào ngày và 16 tháng 2, và đã hỗ trợ trên không cho cuộc đổ bộ tại đây. Máy bay của nó đã thực hiện các phi vụ trinh sát chỉ điểm pháo binh và hỗ trợ gần mặt đất cho lực lượng đổ bộ, cũng như tuần tra phòng không và chống tàu ngầ, cho đến khi nó rời khu vực Iwo Jima vào ngày 11 tháng 3. Đại tá Hải quân Richard Maxey Oliver thay phiên cho Đại tá Rassieur làm Hạm trưởng con tàu vào ngày 16 tháng 3, và nó tiếp tục làm nhiệm vụ tương tự để hỗ trợ cho chiến dịch Okinawa từ ngày 25 tháng 3 đến ngày 20 tháng 6, hoạt động hầu như liên tục ngoại trừ một giai đoạn bảo vệ cho đội Đội tiếp liệu từ ngày 7 đến ngày 18 tháng 4, và được sửa chữa tại Guam từ ngày 15 tháng 5 đến ngày 2 tháng 6. Con tàu đi đến ngoài khơi Leyte vào ngày 23 tháng 6 để được bảo trì, trước khi lên đường quay trở về Hoa Kỳ để được đại tu, về đến San Pedro, California vào ngày 9 tháng 8.
Công việc chỉ hoàn tất sau khi Nhật Bản đầu hàng kết thúc cuộc xung đột, và Sargent Bay được phân công nhiệm vụ Magic Carpet. Nó thực hiện hai chuyến đi vận chuyển binh lính hồi hương từ quần đảo Hawaii trong tháng 10, và hai chuyến đi khác trong tháng 11 và tháng 12 từ Eniwetok và Okinawa. Con tàu đi đến Boston, Massachusetts vào ngày 23 tháng 3 năm 1946 để chuẩn bị ngừng hoạt động; Đại tá Oliver được thay phiên bởi Trung tá Hải quân Milton S. Worley vào ngày 28 tháng 3, và Sargent Bay được cho xuất biên chế và đưa về lực lượng dự bị vào ngày 23 tháng 7.
Sargent Bay được xếp lại lớp với ký hiệu lườn mới CVU-83 vào ngày 12 tháng 6 năm 1955. Tên nó được cho rút khỏi danh sách Đăng bạ Hải quân vào ngày 27 tháng 6 năm 1958; con tàu bị bán cho hãng J. C. Berkwitt Co. vào ngày 30 tháng 7 năm 1959 để tháo dỡ, và nó bị tháo dỡ tại Antwerp, Bỉ vào tháng 9 năm 1959.

## Phần thưởng
Sargent Bay được tặng thưởng sáu Ngôi sao Chiến trận do thành tích phục vụ trong Thế Chiến II.